# Almafatelep
Almafatelep románul: Poiana Mărului, falu Romániában, a Bánságban, Krassó-Szörény megyében.

## Fekvése
Almafa (Măru) mellett fekvő település.

## Története
Almafatelep (Poiana Mărului) korábban Almafa (Măru) része volt. 1910-ben 342 lakossal.  
1956-ban vált külön településsé 143 lakossal.
1966-ban 404 lakosából 346 román, 17 magyar, 10 német, lakosa volt.
1977-ben 99 román lakosa volt. Az 1992-es népszámláláskor 411 lakosából 391 román, 8 magyar, 4 német, 2002-ben pedig 411 lakosából 402 román, 8 magyar, 1 német volt.